# جاك بوولنجر
جاك بوولنجر (بالفرنسية: Jacques Boulanger)‏ هو منافس ألعاب قوى فرنسي، ولد في 1927، وتوفي في 4 أغسطس 1956.

## وصلات خارجية
- جاك بوولنجر على موقع أوليمبيديا (الإنجليزية)